# Аббио
Аббио (нем. Abbio; умер не ранее 811?) — один из вождей саксов времён войн с франками, родственник и соратник герцога Видукинда.

## Биография
Происхождение Аббио точно не установлено. В более поздних исторических источниках он называется сыном некоего Герадда и идентифицируется с Альфриком (Альбрихом), полулегендарным родоначальником знатной саксонской семьи Иммедингов, владения которого находились в Остфалии. Предполагается, что в 780-х годах Аббио мог возглавлять антифранкские силы саксов-остфалов, в то время как Видукинд возглавлял саксов-вестфалов. «Ранние Мецские анналы» и «Чудеса святого Вандриля» называют Аббио зятем (лат. gener) герцога Видукинда.
Основной источник сведений об Аббио — раннесредневековые франкские хроники, в первую очередь «Анналы королевства франков». Согласно их свидетельству, после поражений, нанесённых саксам королём Франкского государства Карлом Великим в сражениях при Детмольде и на реке Хазе в 783 году, а также последовавших разорений Саксонии, Видукинд и Аббио, предводители начавшегося в 782 году антифранкского восстания, были вынуждены вступить в переговоры с правителем франков. В 785 году, находясь с войском в Барденгау, Карл Великий пообещал им обоим прощение, с условием, что они покорятся его власти и примут крещение. Вскоре Карл покинул Саксонию, предварительно дав Видукинду и Аббио знатных заложников во главе с франком Амальвином. Позднее в этом же году Карл Великий приехал в Аттиньи, куда прибыли и Видукинд с Аббио. Здесь оба вождя саксов объявили о своей полной покорности правителю франков и вместе со своими приближёнными приняли крещение. Король стал восприемником от купели Видукинда. Подчинение Карлу Великому двух главных вождей саксонского восстания 782—785 годов уже в ближайшее время привело к установлению мира в Саксонии.
О дальнейшей судьбе Аббио достоверных сведений не сохранилось. Составленные во второй половине IX века «Чудеса святого Вандриля» сообщают, что Аббио некоторое время находился в Фонтенельском аббатстве на положении почётного пленника, наставляемый местными монахами в своей новой вере. На основе ономастических данных ряд историков считают этого Аббио одним лицом с тем Аббо, который в 811 году был членом франкского посольства, заключившего мир с королём данов Хеммингом. Однако высказываются и другие предположения, включая идентификацию этого посла с графом Пуатье Аббоном или с одним из малоизвестных членов рода Иммедингов, носивших это имя.
Предполагается, что сыном Аббио был граф Иммед I (упоминается в 829 году).